# خلیج بوتانی
بوتانی بِی یا خلیج بوتانینام خلیجی اقیانوسی واقع در سیدنی در ایالت نیو ساوت ولز در کشور استرالیا است که در ۱۳ کیلومتری جنوب مرکز شهر سیدنی قرار گرفته است. این خلیج محل تلاقی رودهای مختلف است و دهانه این رودها به بوتانی بی ختم می‌شود.
کل حوضه آبریز خلیج در حدود ۵۵ کیلومتر مربع است. علی‌رغم کم عمق بودن این خلیج، بوتانی بی آبراهه اصلی و بندرگاه تجاری سیدنی است. دو باند از فرودگاه سیدنی بر روی این خلیج ساخته شده‌اند.

## مراکز مهم

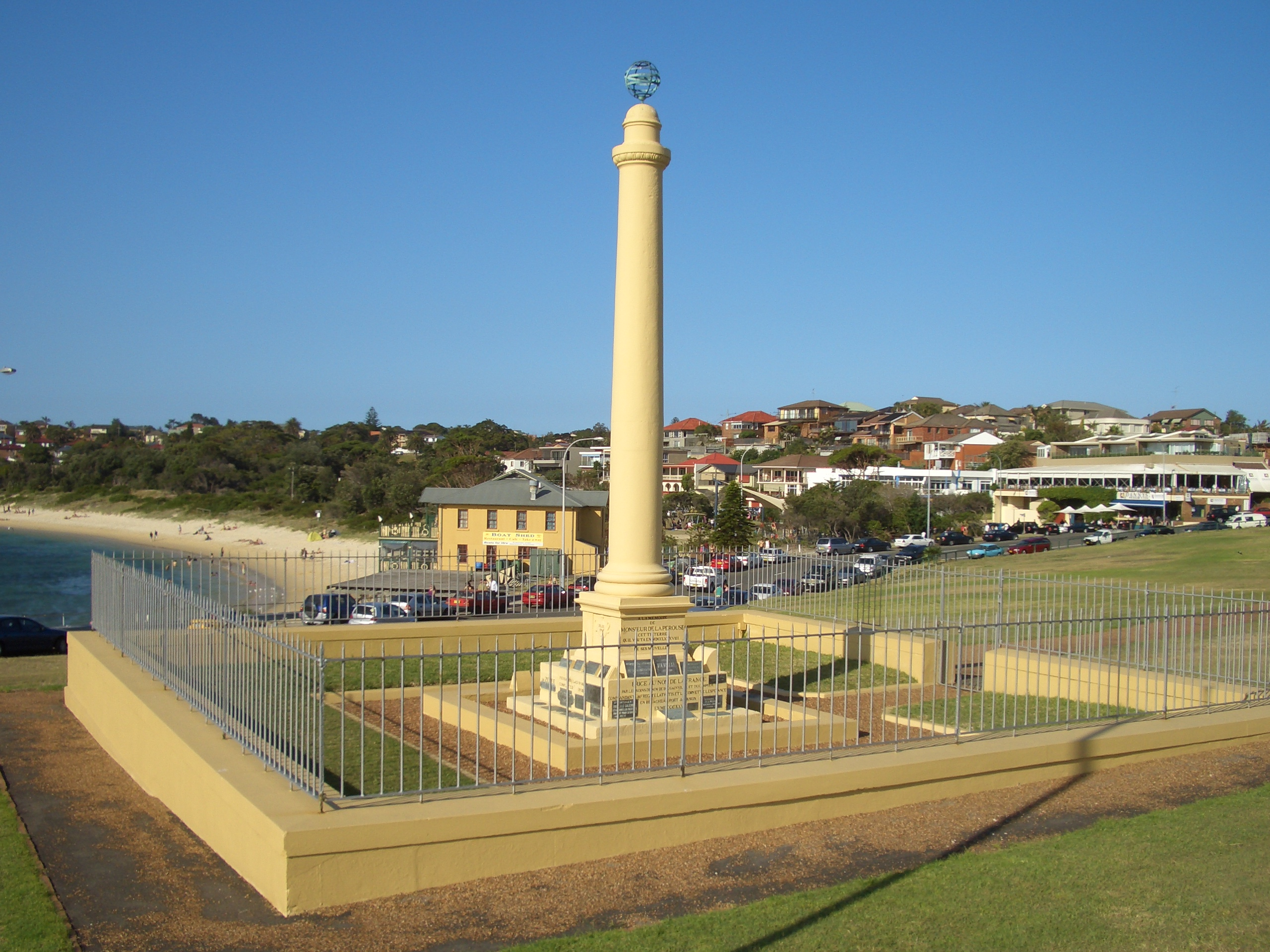
بنای تاریخی در لا Perouse.

فرودگاه سیدنی که شلوغ‌ترین فرودگاه استرالیا است در شمال غرب خلیج بوتانی قرار گرفته و باندهای آن روی خلیج ساخته شده‌اند.

## نگارخانه

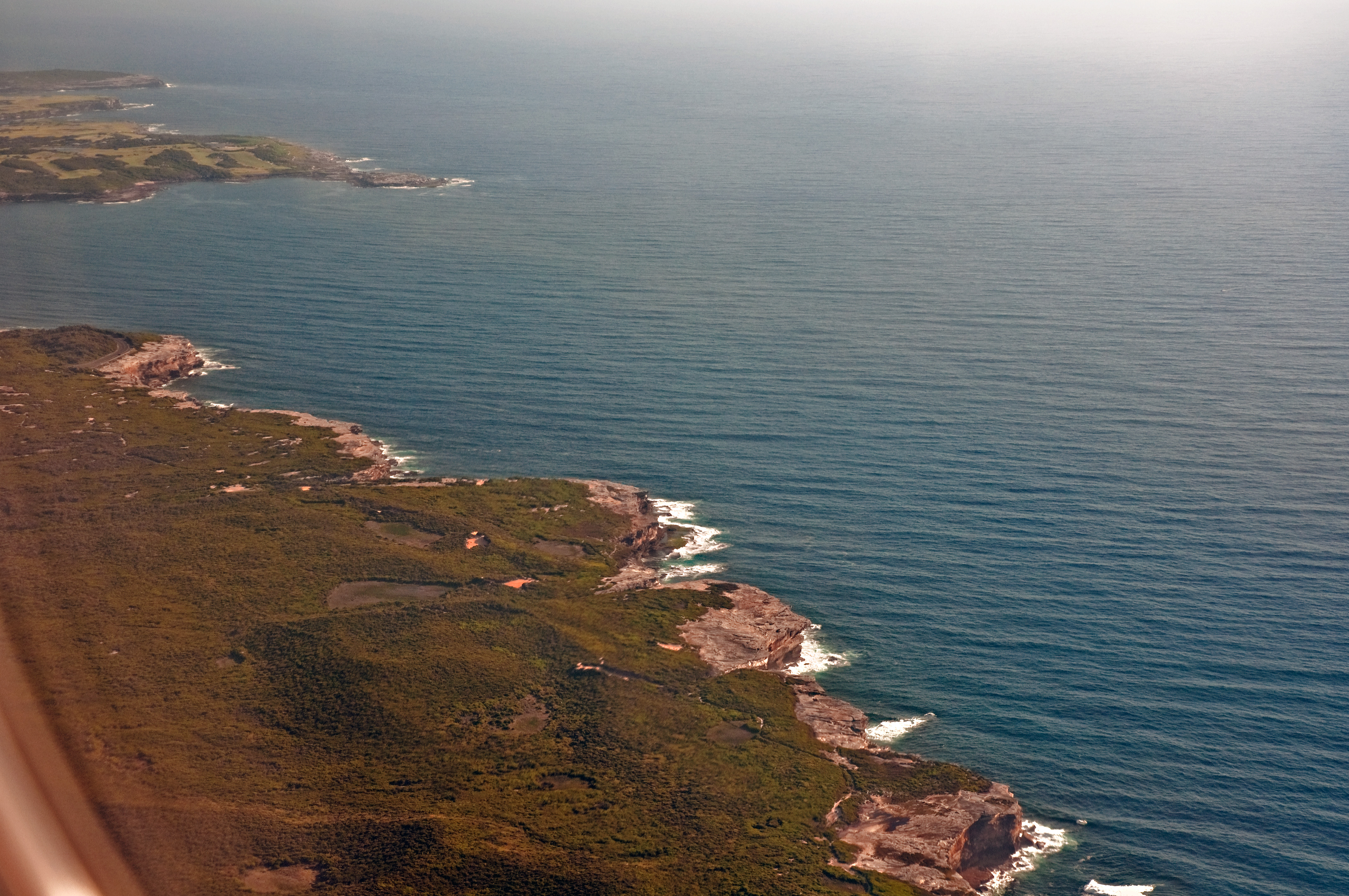
این دهان از خلیج گیاه‌شناسی به عنوان آن را مطابق Tasman Seaبه عنوان بازدید از هوا بالاتر از Kurnell.
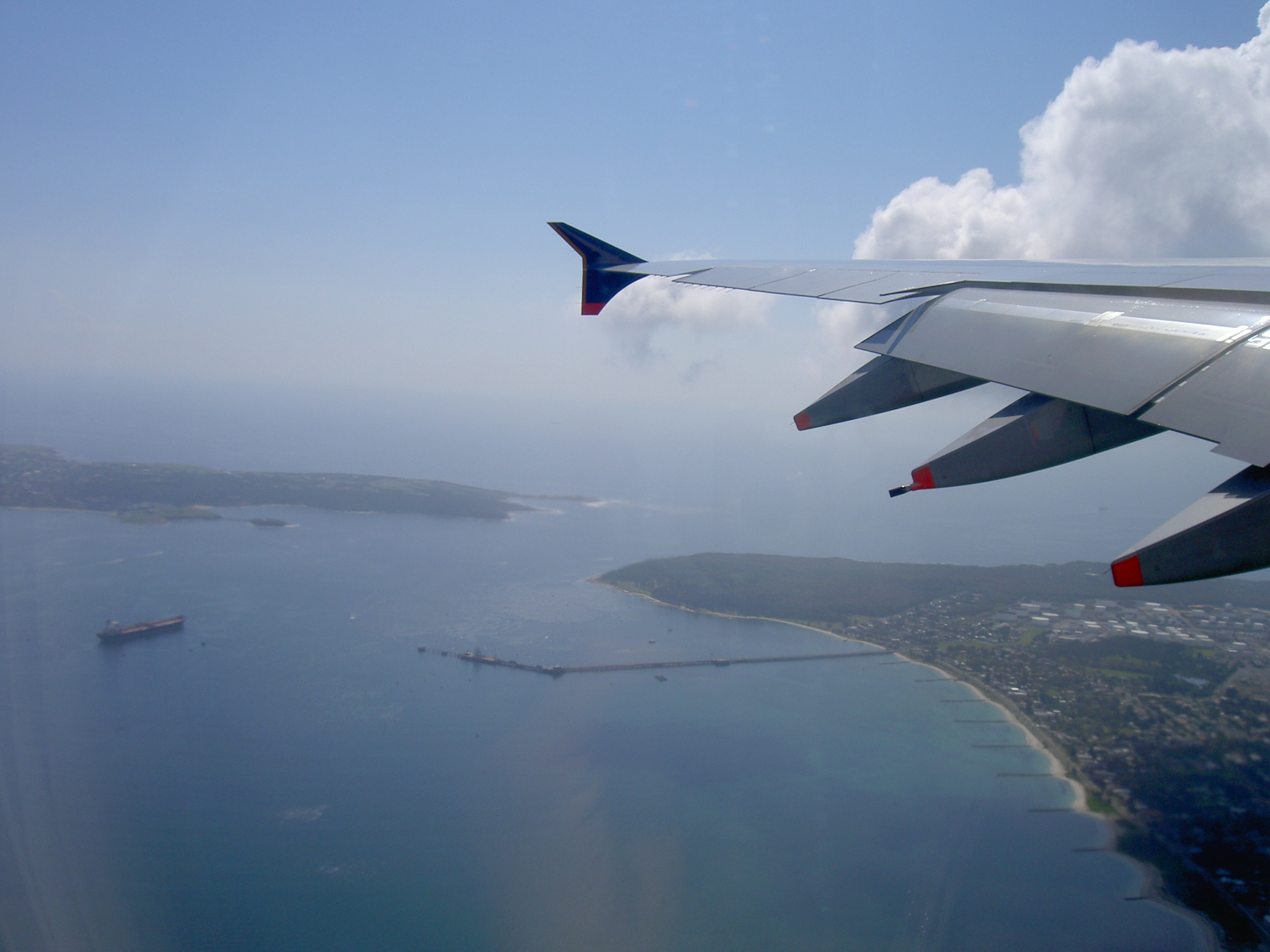
دهان گیاه‌شناسی خلیج از هوا.
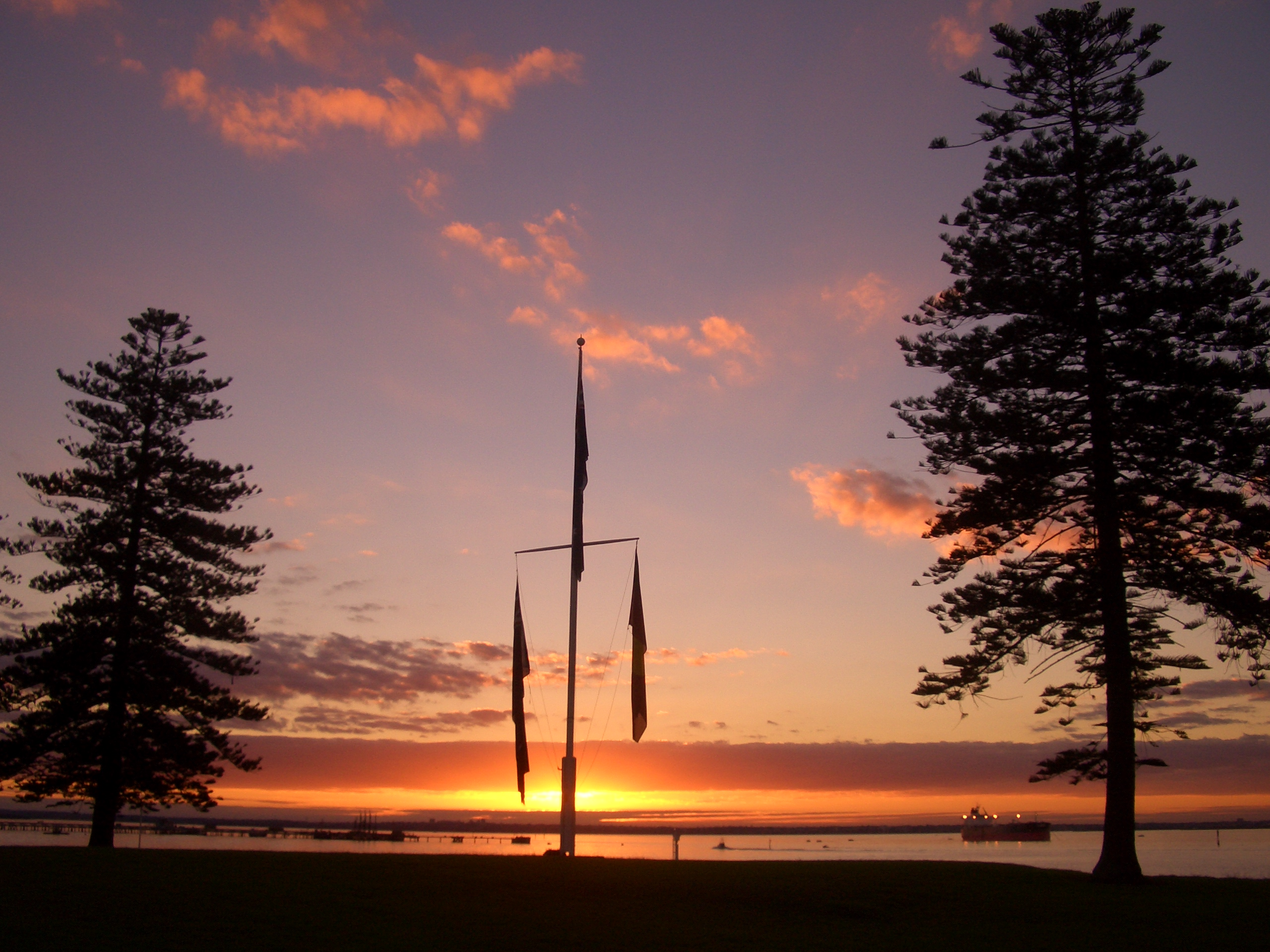
گیاه‌شناسی خلیج مشاهده از Kurnell.
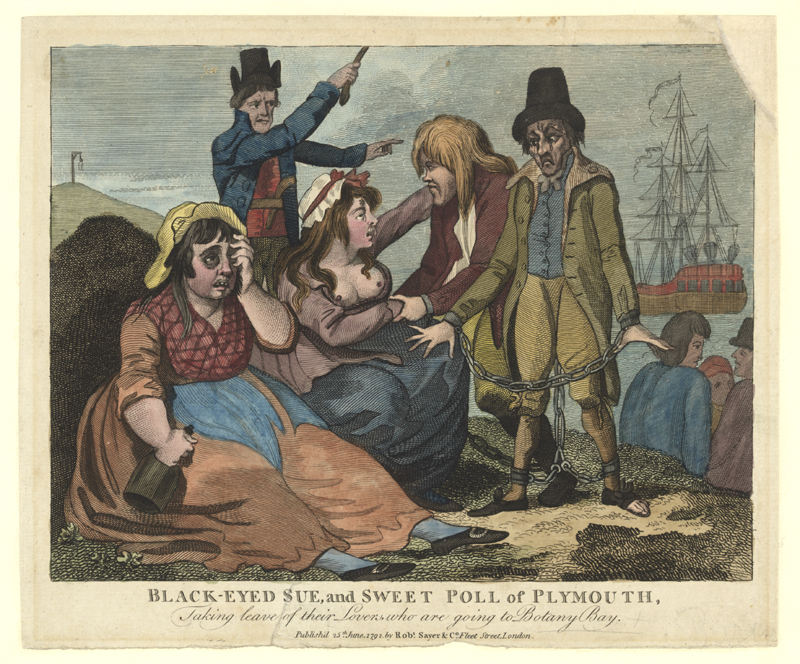
Black-eyed سو و شیرین نظرسنجی از پلیموثانگلستان عزاداری دوستداران خود که به زودی به حمل و نقل به گیاه‌شناسی خلیج ۱۷۹۲.
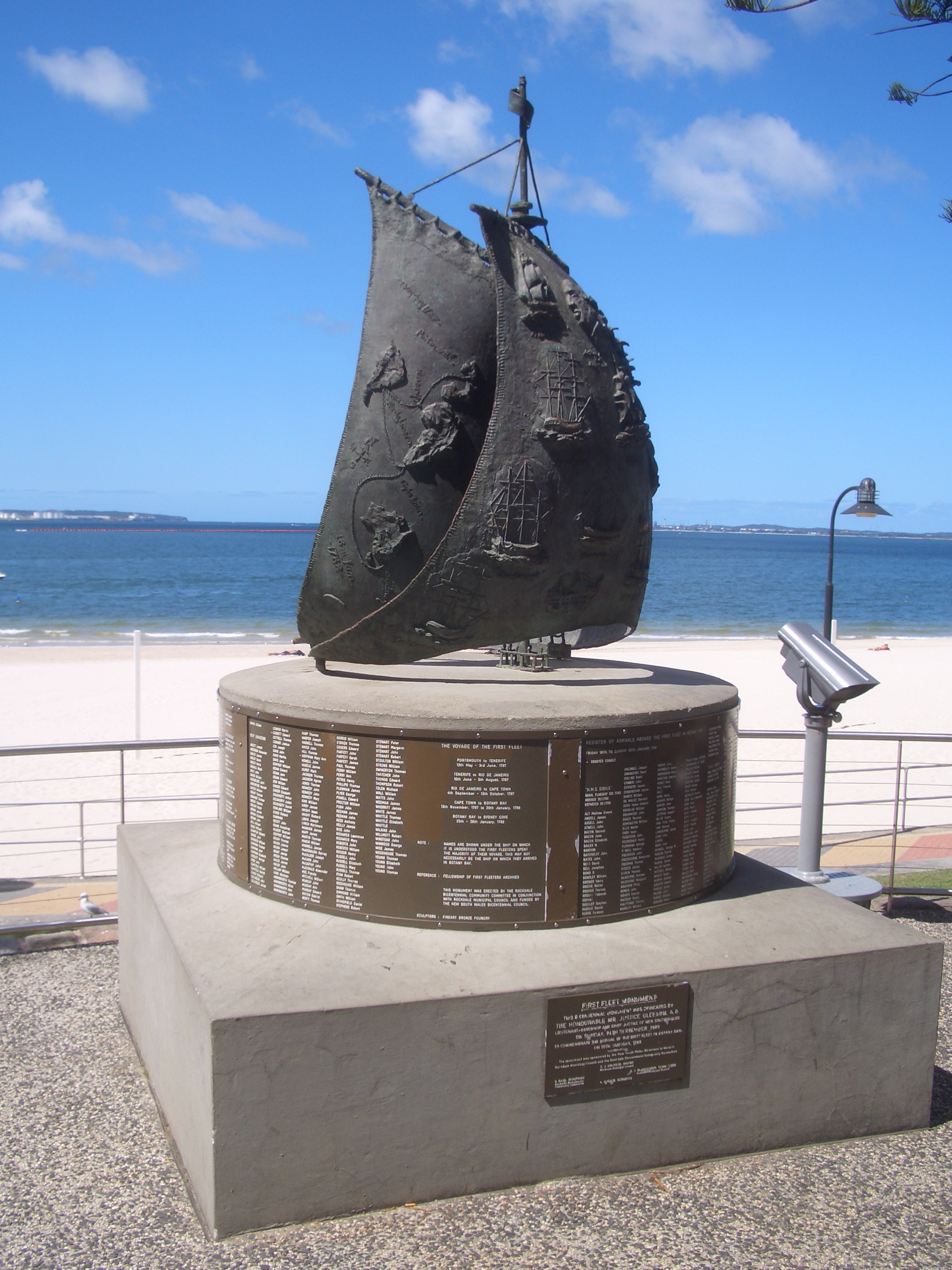
جشن دویست ساله بنای تاریخی در برایتون-Le-شن و ماسه.
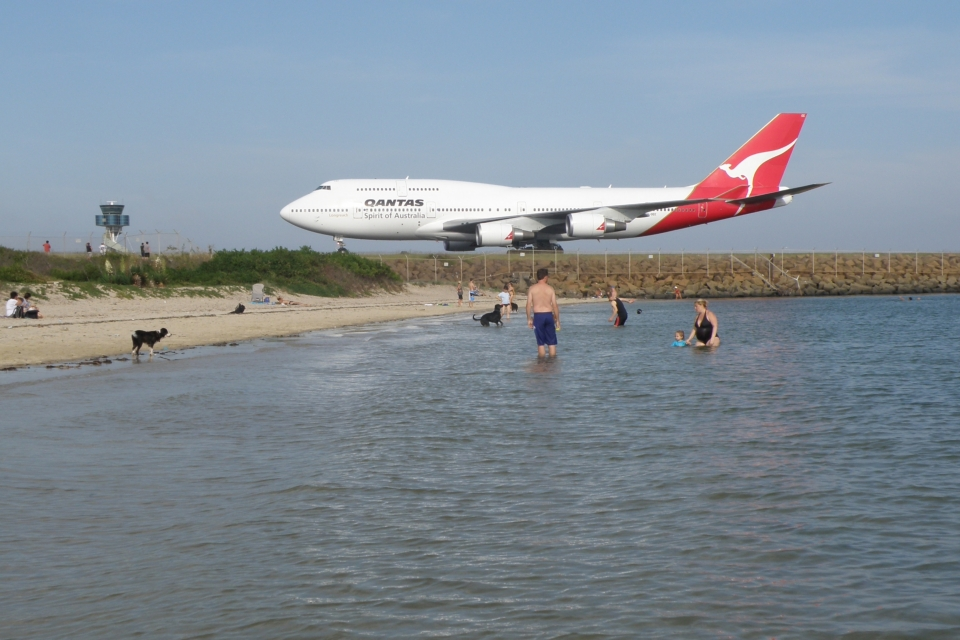
سیدنی باند فرودگاه در یک گیاه‌شناسی خلیج ساحل.

## یادداشت
1. ↑  Roy, P. S; Williams, R. J; Jones, A. R; Yassini, I; et al. (2001).